# 5512-es mellékút (Magyarország)
Az 5512-es mellékút egy bő 10 kilométeres hosszúságú, négy számjegyű mellékút Csongrád-Csanád vármegye déli részén; az 5-ös főút röszkei szakaszától vezet Mórahalom központjáig.

## Nyomvonala
Röszke külterületén, a településtől légvonalban 3, közúton 4 kilométerre keletre, a déli országhatártól kevesebb, mint 2 kilométerre ágazik ki az 5-ös főút 183+400-as kilométerszelvényénél létesült körforgalmú csomópontból, észak felé. Ugyanabba a körforgalomba dél felől becsatlakozva ér véget a 4301-es út, nyugat felől pedig az M5-ös autópálya röszkei csomópontjának budapesti irányú le- és felhajtó ágai kapcsolódnak hozzá.
Alig 150 méter után, felüljárón áthalad az autópálya felett, majd északnyugati irányt vesz, nem sokkal azután pedig kiágazik belőle dél-délnyugati irányban az 55 125-ös számú mellékút; ez amellett, hogy összeköti a sztrádacsomópont szerbiai irányú le- és felhajtó ágaival, onnan még továbbfolytatódik a település délnyugati külterületei felé.
Nagyjából 3,3 kilométer után eléri Domaszék határszélét, egy rövid szakaszon a határvonalat kíséri, majd 3,5 kilométer után érinti Röszke, Domaszék és Mórahalom hármashatárát, a továbbiakban már ez utóbbi település határai között húzódik. 4,5 kilométer után elhalad a Nagyszéksósi-tó és az ott létesült bivalyrezervátum területe mellett, ott már nyugati irányt követ, a város délkeleti széléig.
A kilencedik kilométerét elhagyva északnak fordul, belép Mórahalom belterületére, és a Röszkei út nevet veszi fel. Körülbelül a tizedik kilométere után kiágazik belőle délnyugat felé az 5511-es út, és nem sokkal ezután véget is ér, beletorkollva az 5514-es útba, annak az 1+900-as kilométerszelvényénél, Mórahalom központjában. Ugyanott ér véget, az ellenkező irányból becsatlakozva a Bordánytól odáig húzódó 5432-es út is.
Teljes hossza, az országos közutak térképes nyilvántartását szolgáló kira.gov.hu adatbázisa szerint 10,466 kilométer.

## Települések az út mentén
- Röszke
- (Domaszék)
- Mórahalom